# Fahrettin Akbaş
Fahrettin Akbaş (ur. 30 maja 1926 w Konyi, zm. 2 maja 1994) – turecki zapaśnik walczący w stylu klasycznym. Olimpijczyk z Helsinek 1952, gdzie odpadł w eliminacjach w kategorii do 52 kg.